# 康寧大學臺北校區
康寧大學（英語：University of Kang Ning），簡稱康寧、UKN，學校全銜為康寧學校財團法人康寧大學是一所位於臺灣臺北市內湖區的私立綜合大學。1968年「康寧高級護理助產職業學校」創校，2003年改名「康寧醫護暨管理專科學校」，2015年8月1日與臺南的康寧大學合併為「康寧學校財團法人康寧大學」。康寧護專改為康寧大學臺北校區、原康寧大學改為康寧大學臺南校區，2020年5月臺南校區停招後，臺北校區成為康寧大學唯一的校區。目前設有2個學系、8個學科。
2020年5月臺南校區停招後康寧亦向教育部申請改制回專科學校。7月，因董事會租用台糖公司的台南校地未依承諾進行權利金捐資而引發董事會與教育部間的解散興訟事件，興訟至2022年2月原康寧董事會向教育部承諾補足原捐贈後，教育部向法院撤回再抗告使事件落幕。

## 沿革
- 1968年：康寧高級護理助產職業學校創校，設護理科，創校之初借用方濟中學校舍上課，購置內湖十四分坪土地興建校舍（近今臺北捷運葫洲站）。
- 1996年：順應中華民國教育部推動的護校改革，該校率先從高級職業學校改制為專科學校，更名為「康寧護理專科學校」並遷校至舊址北側山腳（康寧醫院旁），為學界第二所醫護相關專科學校，設有護理科。
- 1998年：增設幼兒保育科、資訊管理科。
- 2000年：增設企業管理科。
- 2001年：增設國際貿易科、視訊傳播科、應用外語科。
- 2003年：因增設商業類科而改名「康寧醫護暨管理專科學校」。
- 2007年：視訊傳播科改名數位影視動畫科。
- 2008年：增設老人健康管理科。
- 2009年：老人健康管理科改名高齡社會健康管理科。
- 2013年8月，計畫與康寧大學合併[1]。
- 2015年8月1日，正式與康寧大學合併，原康寧護校改為康寧大學臺北校區、原康寧大學改為康寧大學台南校區，成為第一所跨足高教與技職體系私立大學，也是台灣高等教育公公併校外，私私併校的首例[2]。9月起，原康寧護校改為康寧大學臺北校區、立德改為康寧大學臺南校區（總校區）[3]，3個學院、6個研究所、10個學系、8個科，且擁有專科部（二專、五專）、大學部、進修部與研究所。併校後，原康寧大學的人文資訊、管理、健康休閒學院等三個學院，調整為商業資訊、護理健康、創新管理等三個學院。
- 2017年：停招高齡社會健康管理科。增設長期照護學系。
- 2018年10月17日：因台南校區招生狀況不佳，向教育部提報申請改制回原康寧醫護暨管理專科學校、台南校區撤校[4]，使臺北校區成為唯一的康寧大學。
- 2020年4月，與臺糖公司續租臺南校區土地30年。5月，教育部宣布臺南校區自109學年度起停招；7月，並向法院申請解散董事會。11月17日，因向台糖公司承租土地作為台南校區校地卻未按約定期限繳交權利金，士林地院於11月17日裁定解除董事長童中儀等13名董事職務 [5][6]。12月，教育部表示後續將依私立學校法第25條第2項規定，就原有董事或熱心教育的公正人士中，指定若干人會同推選董事，重新組織董事會[5][6]。
- 2021年4月19日，教育部公告康寧大學董事候選人遴選辦法，董事名額為13人，分為個人董事和群組董事，採公開徵求方式[7]。7月1日，教育部甄選出康寧大學13席新任董事[8]。7月12日，原董事會提出抗告，士林地方法院裁定駁回教育部聲請，舊董事會將回復資格，導致康寧大學具備兩組董事會[9]，教育部回應將會視裁定理由向法院提出再抗告。
- 2022年2月11日，原康寧董事會承諾將捐資的剩餘新台幣1.4億元匯入學校帳戶後，教育部以解除全體董事職務理由已不存在，向法院聲請撤回再抗告。[10]
- 2023年9月28日，委託康寧大學營運管理的新北市佳和非營利幼兒園開園。

## 歷任首長

### 董事長
1. 于斌樞機主教
2. 高思謙
3. 金克明
4. 于衡
5. 劉先雲
6. 丁幼泉
7. 王世雄
8. 鈕廷莊
9. 吳慶堂

### 校長
康寧護校時期
1. 高炳均
2. 賈崇言
3. 吳宗文
4. 魏銘新
5. 劉順德
6. 楊慕慈
7. 邱碧如
8. 楊崇森
9. 單小琳
10. 周談輝
11. 吳文弘

康寧大學時期
| 任別 | 姓名   | 任期                       |
| ---- | ------ | -------------------------- |
| 代理 | 李惠玲 | 2016年2月-2016年8月1日     |
| 1    | 黃宜純 | 2016年8月-2018年7月31日    |
| 代理 | 李惠玲 | 2018年8月-2019年1月31日    |
| 2    | 吳政達 | 2019年2月1日-2021年8月31日 |
| 代理 | 陳清溪 | 2021年9月1日-現任          |
| 3    | 陳清溪 | 現任                       |

## 教學單位
護理健康學院
- 嬰幼兒保育學系（五專部、二專部、二專部在職專班、學士班）
- 護理科（五專部）
  - 視光科（五專部、二專部在職專班）
  - 長期照護學系（學士班）

商業資訊學院
- 資訊管理科（五專部）
- 數位影視動畫科（五專部）
- 企業管理學科（五專部）
- 應用外語科（五專部）

- 外語中心
- 華語中心
- 通識教育中心

## 康寧學園（恕德學園）
康寧學園，從幼稚園一路延伸到大學，國內北中南地區加上兩岸一共有9所學校：
| 台灣地區 1. 台北市私立強恕高級中學 2. 桃園市私立漢英高級中學 3. 屏東縣私立陸興高級中學 4. 康寧大學 | 大陸地區 1. 上海马桥強恕学校（小学部、中学部） 2. 上海市敬強高级中學 3. 上海市炎培高级中學 4. 华东台商子女學校 5. 明達职业技术学院 |

## 學生社團
| - 自治性組織 - 學生會 - 學生議會 - 護理科學會 - 資管科學會 - 企管科學會 - 應用外語科學會 - 數位影視動畫科學會 - 嬰幼兒保育科學會 - 嬰幼兒保育系學會 - 高齡社會健康管理科學會 - 視光科學會 - 長期照護學系學會 - 畢聯會 - 敦品志工服務社 - 春暉社 - Leaves Walker - 康寧宿舍自治社 - 緊急救護社 | - 服務性社團 - 親善大使 - ipower社 | - 學藝性社團 - 資訊應用服務社 - ACGN綜合動漫研究社 - 書法研習社 - 合唱團 - 愛樂社 - 創意巧手社 - SOHO創意社 - 電影欣賞社 | - 康樂性社團 - 空即四攝 - 印相紀錄社 - 織弦音樂研習社 - 熱門舞蹈社 - 韓國流行舞蹈研究社 | - 體能性社團 - 競技啦啦隊 - 西洋劍社 - 羽球社 - 跆拳道社 - 創意舞蹈社 - 籃球社 - 棒球社 - 綜合性社團 - 信望愛社 |

## 校友
- 李威
- 無敵青春克「水水女孩」和女子團體Popu Lady的前任成員-吳昀廷
- 女子團體Dream Girls的前任成員-郭雪芙
- 女子團體Sun Lady的前任成員(副隊長)-張琳
- 項婕如
- 高雄17直播鋼鐵人球員林柏豪

## 外部連結
- 康寧學校財團法人康寧大學 （页面存档备份，存于）